# Mike Bossence
Mike Bossence, född 1 oktober 1991, är en volleybolltränare.
Bossence var tidigt intresserad av att vara tränare.Efter att ha varit tränarassistent för herrvolleybollagen vid Ohio State University och Durham College blev han 2019 tränare för Vingåkers VK, ett uppdrag som han behöll under en säsong. Därefter blev det en säsong i Danmark med Middelfart VK i Volleyligaen. Han blev där utsedd till årets tränare och vann Landspokalturneringen
. Han fortsatte med att Hyogo Delfino i V.League Division 2 i Japan från hösten 2021 till januari 2023. Bossence tränar sedan januari 2023 Sveriges damjuniorlandslag i volleyboll.